# 小行星1317
小行星1317（1317 Silvretta）是一颗围绕太阳公转的小行星。1935年9月1日，卡爾·威廉·萊茵姆特在海德堡发现了此天体。
該小行星以歐洲的錫爾夫雷塔山脈命名。
这颗小行星的绝对星等为31.68866715892559等。